# 아틀란틱 스타
아틀란틱 스타(Atlantic Starr)는 뉴욕에 근거지를 둔 밴드로서, "Always(1987년 빌보드 핫100 no.1 기록)"를 비롯한 여러 히트곡을 가졌다.

## History
아틀란틱 스타는 '뉴욕, 그린버그'에서 '듀크 존스(트럼펫)', '포터 캐롤 주니어(드럼)', '클리포드 아처(베이스)', '조셉 필립스(퍼커션)', '쉘던 터커(기타)' 와 '데이빗 루이스(보컬) / 웨인 루이스(키보드) / 조나단 루이스(퍼커션) : 3형제'로 구성되어 시작된 밴드이다. 이후 밴드는 세 명의 루이스 형제를 중심으로 체계를 잡아가게 되었고, 다른 멤버들은 계속 교체되어왔다. 밴드의 이름은 Starr라는 초기 이름에 멤버들의 고향이 미국동부해안에 있었다는 점에서 착안한 Atlantic을 덧붙여 만들어졌다.
'70년대 후반과 '80년대 초반에 걸쳐, 아틀란틱 스타는 R&B 차트에서 몇 곡의 히트곡을 가지게 되었다. 그러나 그들의 중요한 성공은 그들의 앨범 As the Band Turn과 싱글 Secret Lovers가 발매되면서 시작되었다. 이 당시 밴드는 '루이스3형제'와, '조셉 필립스',  '바바라 웨더스'의 5인 체제였다. 1987년 밴드는 워너브라더스와 계약 후 발매한 앨범 All in the name of love에 수록된 Always로 팝과 R&B차트에서 1위를 기록하며 대중적 사랑을 받게 되었다. 앨범의 성공 이후 '바바라 웨더스'는 솔로 활동을 위해 떠났고, '포르샤 마틴'으로 멤버는 교체되었다. 1988년 발매된 We're movin'Up 앨범은 전작만큼 성공하지는 않았지만 My first love라는 또 다른 R&B차트 1위곡을 기록하였다.